# Biser Georgiew
Biser Georgiew (bg. Бисер Георгиев; ur. 24 lipca 1973) – bułgarski zapaśnik walczący w stylu klasycznym. Olimpijczyk z Atlanty 1996, gdzie zajął piąte miejsce w kategorii 68 kg.
Czterokrotny uczestnik mistrzostw świata, brązowy medalista w 1994 a czwarty w 1997 i 1998. Trzeci na mistrzostwach Europy w 1999 roku.
- Turniej w Atlancie 1996

Pokonał Anwara Kandafila z Maroka, Marka Yli-Hnnukselę z Finlandii, Yalçın Karapınara z Turcji i Kubańczyka Liubala Colasa. Przegrał z Grigoriyem Pulyayevem z Uzbekistanu i Białorusinem Kamandarem Madżydowem. W pojedynku o piąte miejsce spotkał się ponownie z Grigoriyem Pulyayevem, którego tym razem pokonał.